# Plantilles de la Copa del Món de futbol de 2002
Plantilles oficials de les seleccions classificades per la fase final de la Copa del Món de Futbol 2002 de Corea del Sud i Japó. Cada selecció podia inscriure 23 jugadors. Els equips participants foren (cliqueu sobre el país per accedir a la plantilla):
| Equips participants | Equips participants | Equips participants | Equips participants |
| ------------------- | ------------------- | ------------------- | ------------------- |
| Dinamarca           | França              | Senegal             | Uruguai             |
| Paraguai            | Eslovènia           | Sud-àfrica          | Espanya             |
| Brasil              | Xina                | Costa Rica          | Turquia             |
| Polònia             | Portugal            | Corea del Sud       | Estats Units        |
| Camerun             | Alemanya            | Irlanda             | Aràbia Saudita      |
| Argentina           | Anglaterra          | Nigèria             | Suècia              |
| Croàcia             | Equador             | Itàlia              | Mèxic               |
| Bèlgica             | Japó                | Rússia              | Tunísia             |

## Dinamarca
| #    | Posició      | Nom                 | Naixement    | P. Sel.      | Club              |
| ---- | ------------ | ------------------- | ------------ | ------------ | ----------------- |
| 1    | Porter       | Thomas Sørensen     | 1976-06-12   | 14           | Sunderland        |
| 2    | Migcampista  | Stig Tøfting        | 1969-08-14   | 36           | Bolton Wanderers  |
| 3    | Defensa      | René Henriksen      | 1969-08-27   | 39           | Panathinaikos     |
| 4    | Defensa      | Martin Laursen      | 1977-07-26   | 15           | AC Milan          |
| 5    | Defensa      | Jan Heintze (c)     | 1963-08-17   | 83           | PSV Eindhoven     |
| 6    | Defensa      | Thomas Helveg       | 1971-06-24   | 67           | Internazionale    |
| 7    | Migcampista  | Thomas Gravesen     | 1976-03-11   | 22           | Everton           |
| 8    | Davanter     | Jesper Grønkjær     | 1977-08-12   | 25           | Chelsea           |
| 9    | Davanter     | Jon Dahl Tomasson   | 1976-08-29   | 38           | Feyenoord         |
| 10   | Davanter     | Martin Jørgensen    | 1975-10-06   | 32           | Udinese           |
| 11   | Davanter     | Ebbe Sand           | 1972-07-19   | 44           | Schalke 04        |
| 12   | Defensa      | Niclas Jensen       | 1974-08-17   | 8            | Manchester City   |
| 13   | Defensa      | Steven Lustü        | 1971-04-13   | 4            | Lyn               |
| 14   | Migcampista  | Claus Jensen        | 1977-04-29   | 13           | Charlton Athletic |
| 15   | Davanter     | Jan Michaelsen      | 1970-11-28   | 11           | Panathinaikos     |
| 16   | Porter       | Peter Kjær          | 1965-11-05   | 4            | Aberdeen          |
| 17   | Migcampista  | Christian Poulsen   | 1980-02-28   | 3            | FC Copenhagen     |
| 18   | Davanter     | Peter Løvenkrands   | 1980-01-29   | 4            | Rangers           |
| 19   | Davanter     | Dennis Rommedahl    | 1978-07-22   | 19           | PSV Eindhoven     |
| 20   | Defensa      | Kasper Bøgelund     | 1980-10-08   | 2            | PSV Eindhoven     |
| 21   | Davanter     | Peter Madsen        | 1978-04-26   | 4            | Brøndby           |
| 22   | Porter       | Jesper Christiansen | 1978-04-24   | 0            | Vejle             |
| 23   | Migcampista  | Brian Steen Nielsen | 1968-12-28   | 65           | Malmö             |
| Ent. | Morten Olsen | Morten Olsen        | Morten Olsen | Morten Olsen | Morten Olsen      |

## França
| #    | Posició       | Nom                  | Naixement     | P. Sel.       | Club               |
| ---- | ------------- | -------------------- | ------------- | ------------- | ------------------ |
| 1    | Porter        | Ulrich Ramé          | 1972-09-19    | 11            | Girondins Bordeaux |
| 2    | Defensa       | Vincent Candela      | 1973-10-24    | 36            | AS Roma            |
| 3    | Defensa       | Bixente Lizarazu     | 1969-12-09    | 74            | Bayern de Múnic    |
| 4    | Migcampista   | Patrick Vieira       | 1976-06-23    | 52            | Arsenal            |
| 5    | Defensa       | Philippe Christanval | 1978-08-31    | 4             | FC Barcelona       |
| 6    | Migcampista   | Youri Djorkaeff      | 1968-03-09    | 79            | Bolton Wanderers   |
| 7    | Migcampista   | Claude Makélélé      | 1973-02-18    | 14            | Reial Madrid       |
| 8    | Defensa       | Marcel Desailly (c)  | 1968-09-07    | 93            | Chelsea            |
| 9    | Davanter      | Djibril Cissé        | 1981-08-12    | 1             | Auxerre            |
| 10   | Migcampista   | Zinédine Zidane      | 1972-06-23    | 73            | Reial Madrid       |
| 11   | Davanter      | Sylvain Wiltord      | 1974-05-10    | 38            | Arsenal            |
| 12   | Davanter      | Thierry Henry        | 1977-08-17    | 35            | Arsenal            |
| 13   | Defensa       | Mikael Silvestre     | 1977-08-09    | 10            | Manchester United  |
| 14   | Migcampista   | Alain Boghossian     | 1970-10-27    | 26            | Parma              |
| 15   | Defensa       | Lilian Thuram        | 1972-01-01    | 73            | Juventus FC        |
| 16   | Porter        | Fabien Barthez       | 1971-06-28    | 47            | Manchester United  |
| 17   | Migcampista   | Emmanuel Petit       | 1970-09-22    | 57            | Chelsea            |
| 18   | Defensa       | Frank Leboeuf        | 1968-01-22    | 47            | Marseille          |
| 19   | Defensa       | Willy Sagnol         | 1977-03-18    | 9             | Bayern de Múnic    |
| 20   | Davanter      | David Trézéguet      | 1977-10-15    | 36            | Juventus FC        |
| 21   | Davanter      | Christophe Dugarry   | 1972-03-24    | 51            | Girondins Bordeaux |
| 22   | Migcampista   | Johan Micoud         | 1973-07-24    | 14            | Parma              |
| 23   | Porter        | Grégory Coupet       | 1972-12-31    | 1             | Lyon               |
| Ent. | Roger Lemerre | Roger Lemerre        | Roger Lemerre | Roger Lemerre | Roger Lemerre      |

## Senegal
| #    | Posició     | Nom               | Naixement   | P. Sel.     | Club                |
| ---- | ----------- | ----------------- | ----------- | ----------- | ------------------- |
| 1    | Porter      | Tony Sylva        | 1975-05-17  | 15          | AS Monaco           |
| 2    | Defensa     | Omar Daf          | 1977-02-12  | 31          | Sochaux             |
| 3    | Migcampista | Pape Sarr         | 1977-12-07  | 22          | Lens                |
| 4    | Defensa     | Papa Malick Diop  | 1974-12-29  | 25          | Lorient             |
| 5    | Defensa     | Alassane N'Dour   | 1981-12-12  | 7           | Saint-Étienne       |
| 6    | Defensa     | Aliou Cissé (c)   | 1976-03-24  | 20          | Montpellier         |
| 7    | Davanter    | Henri Camara      | 1977-05-10  | 34          | Sedan               |
| 8    | Davanter    | Amara Traoré      | 1965-09-25  | 12          | Gueugnon            |
| 9    | Davanter    | Souleymane Camara | 1982-12-22  | 9           | AS Monaco           |
| 10   | Migcampista | Khalilou Fadiga   | 1974-12-30  | 25          | Auxerre             |
| 11   | Davanter    | El Hadji Diouf    | 1981-01-15  | 21          | Lens                |
| 12   | Migcampista | Amady Faye        | 1977-03-12  | 6           | Auxerre             |
| 13   | Defensa     | Lamine Diatta     | 1975-07-02  | 19          | Rennes              |
| 14   | Migcampista | Moussa N'Diaye    | 1979-02-20  | 38          | Sedan               |
| 15   | Migcampista | Salif Diao        | 1977-02-10  | 20          | Sedan               |
| 16   | Porter      | Omar Diallo       | 1972-09-28  | 42          | Olympique Khouribga |
| 17   | Defensa     | Ferdinand Coly    | 1973-09-10  | 16          | Lens                |
| 18   | Davanter    | Pape Thiaw        | 1981-02-05  | 13          | Strasbourg          |
| 19   | Migcampista | Papa Bouba Diop   | 1978-01-28  | 12          | Lens                |
| 20   | Migcampista | Sylvain N'Diaye   | 1976-06-25  | 6           | Lille               |
| 21   | Defensa     | Habib Beye        | 1977-10-19  | 6           | Strasbourg          |
| 22   | Porter      | Kalidou Cissokho  | 1972-12-14  | 0           | ASC Jeanne d'Arc    |
| 23   | Migcampista | Makhtar N'Diaye   | 1981-12-31  | 11          | Rennes              |
| Ent. | Bruno Metsu | Bruno Metsu       | Bruno Metsu | Bruno Metsu | Bruno Metsu         |

## Uruguai
| #    | Posició     | Nom                   | Naixement  | P. Sel.    | Club                |
| ---- | ----------- | --------------------- | ---------- | ---------- | ------------------- |
| 1    | Porter      | Fabián Carini         | 1979-12-26 | 35         | Juventus FC         |
| 2    | Defensa     | Gustavo Méndez        | 1971-02-03 | 45         | Nacional            |
| 3    | Defensa     | Alejandro Lembo       | 1978-02-15 | 31         | Nacional            |
| 4    | Defensa     | Paolo Montero (c)     | 1971-09-03 | 45         | Juventus FC         |
| 5    | Migcampista | Pablo García          | 1977-05-11 | 36         | Venezia             |
| 6    | Defensa     | Darío Rodríguez       | 1974-09-17 | 21         | Peñarol             |
| 7    | Migcampista | Gianni Guigou         | 1975-02-22 | 36         | AS Roma             |
| 8    | Migcampista | Gustavo Varela        | 1978-05-14 | 7          | Nacional            |
| 9    | Davanter    | Darío Silva           | 1972-11-02 | 36         | Málaga              |
| 10   | Migcampista | Fabián O'Neill        | 1973-10-14 | 19         | Perugia             |
| 11   | Davanter    | Federico Magallanes   | 1976-08-22 | 24         | Venezia             |
| 12   | Porter      | Gustavo Munúa         | 1978-01-27 | 9          | Nacional            |
| 13   | Davanter    | Sebastián Abreu       | 1976-10-17 | 13         | Cruz Azul           |
| 14   | Defensa     | Gonzalo Sorondo       | 1979-10-09 | 18         | Internazionale      |
| 15   | Migcampista | Nicolás Olivera       | 1978-05-30 | 26         | Sevilla             |
| 16   | Migcampista | Marcelo Romero        | 1976-07-04 | 22         | Málaga              |
| 17   | Migcampista | Mario Regueiro        | 1978-09-14 | 14         | Racing de Santander |
| 18   | Davanter    | Richard Morales       | 1975-02-21 | 12         | Nacional            |
| 19   | Defensa     | Joe Bizera            | 1980-05-17 | 9          | Peñarol             |
| 20   | Davanter    | Álvaro Recoba         | 1976-03-17 | 43         | Internazionale      |
| 21   | Davanter    | Diego Forlán          | 1979-05-19 | 4          | Manchester United   |
| 22   | Migcampista | Gonzalo de los Santos | 1976-07-19 | 28         | València CF         |
| 23   | Porter      | Federico Elduayen     | 1977-06-25 | 1          | Peñarol             |
| Ent. | Víctor Púa  | Víctor Púa            | Víctor Púa | Víctor Púa | Víctor Púa          |

## Paraguai
| #    | Posició        | Nom                     | Naixement      | P. Sel.        | Club                 |
| ---- | -------------- | ----------------------- | -------------- | -------------- | -------------------- |
| 1    | Porter         | José Luis Chilavert (c) | 1965-07-27     | 69             | Strasbourg           |
| 2    | Defensa        | Francisco Arce          | 1971-04-02     | 51             | Palmeiras            |
| 3    | Defensa        | Pedro Sarabia           | 1975-07-05     | 40             | River Plate          |
| 4    | Defensa        | Carlos Gamarra          | 1971-02-17     | 76             | AEK Atenes           |
| 5    | Defensa        | Celso Ayala             | 1970-08-20     | 76             | River Plate          |
| 6    | Migcampista    | Estanislao Struway      | 1968-06-25     | 69             | Club Libertad        |
| 7    | Davanter       | Richart Báez            | 1973-07-31     | 25             | Olimpia Asunción     |
| 8    | Migcampista    | Guido Alvarenga         | 1970-08-24     | 18             | León                 |
| 9    | Davanter       | Roque Santa Cruz        | 1981-08-16     | 24             | Bayern de Múnic      |
| 10   | Migcampista    | Roberto Acuña           | 1972-03-25     | 77             | Real Zaragoza        |
| 11   | Davanter       | Jorge Campos            | 1970-08-11     | 31             | Universidad Católica |
| 12   | Porter         | Justo Villar            | 1977-06-30     | 8              | Club Libertad        |
| 13   | Migcampista    | Carlos Paredes          | 1976-07-16     | 41             | Porto                |
| 14   | Migcampista    | Diego Gavilán           | 1980-03-01     | 21             | Tecos                |
| 15   | Migcampista    | Carlos Bonet            | 1977-10-02     | 3              | Club Libertad        |
| 16   | Migcampista    | Gustavo Morínigo        | 1977-01-23     | 11             | Club Libertad        |
| 17   | Defensa        | Juan Carlos Franco      | 1973-04-17     | 3              | Olimpia Asunción     |
| 18   | Defensa        | Julio César Cáceres     | 1979-10-05     | 1              | Olimpia Asunción     |
| 19   | Defensa        | Daniel Sanabria         | 1977-02-08     | 6              | Club Libertad        |
| 20   | Davanter       | José Cardozo            | 1971-03-19     | 57             | Toluca               |
| 21   | Defensa        | Denis Caniza            | 1974-08-29     | 49             | Santos Laguna        |
| 22   | Porter         | Ricardo Tavarelli       | 1970-08-02     | 20             | Olimpia Asunción     |
| 23   | Davanter       | Nelson Cuevas           | 1980-01-10     | 11             | River Plate          |
| Ent. | Cesare Maldini | Cesare Maldini          | Cesare Maldini | Cesare Maldini | Cesare Maldini       |

## Eslovènia
| #    | Posició        | Nom                 | Naixement      | P. Sel.        | Club                |
| ---- | -------------- | ------------------- | -------------- | -------------- | ------------------- |
| 1    | Porter         | Marko Simeunovič    | 1967-12-06     | 43             | NK Maribor          |
| 2    | Defensa        | Goran Sankovič      | 1979-06-18     | 5              | Slavia Prague       |
| 3    | Defensa        | Željko Milinovič    | 1969-10-12     | 35             | JEF United Ichihara |
| 4    | Defensa        | Muamer Vugdalič     | 1977-08-25     | 13             | NK Maribor          |
| 5    | Defensa        | Marinko Galič       | 1970-04-22     | 65             | NK Koper            |
| 6    | Defensa        | Aleksander Knavs    | 1975-12-05     | 38             | Kaiserslautern      |
| 7    | Migcampista    | Džoni Novak         | 1969-09-04     | 68             | Unterhaching        |
| 8    | Migcampista    | Aleš Čeh (c)        | 1968-04-07     | 71             | Grazer AK           |
| 9    | Davanter       | Milan Osterc        | 1975-07-04     | 41             | Hapoel Tel Aviv     |
| 10   | Migcampista    | Zlatko Zahovič*     | 1971-02-01     | 64             | Benfica             |
| 11   | Migcampista    | Miran Pavlin        | 1971-10-08     | 45             | Porto               |
| 12   | Porter         | Mladen Dabanovič    | 1971-09-13     | 20             | Lokeren             |
| 13   | Davanter       | Mladen Rudonja      | 1971-07-26     | 58             | Portsmouth          |
| 14   | Migcampista    | Saša Gajser         | 1974-02-11     | 20             | Gent                |
| 15   | Migcampista    | Rajko Tavčar        | 1974-07-21     | 6              | Nürnberg            |
| 16   | Davanter       | Senad Tiganj        | 1975-08-28     | 3              | NK Olimpija         |
| 17   | Migcampista    | Zoran Pavlovič      | 1976-06-27     | 21             | Austria Vienna      |
| 18   | Migcampista    | Milenko Ačimovič    | 1977-02-15     | 39             | Tottenham Hotspur   |
| 19   | Migcampista    | Amir Karič          | 1973-12-31     | 43             | NK Maribor          |
| 20   | Migcampista    | Nastja Čeh          | 1978-01-26     | 6              | Club Brugge         |
| 21   | Davanter       | Sebastjan Cimirotič | 1974-09-14     | 12             | Lecce               |
| 22   | Porter         | Dejan Nemec         | 1977-03-01     | 1              | Club Brugge         |
| 23   | Defensa        | Spasoje Bulajič     | 1975-11-24     | 15             | FC Köln             |
| Ent. | Srečko Katanec | Srečko Katanec      | Srečko Katanec | Srečko Katanec | Srečko Katanec      |

*Fou expulsat de la plantilla després del primer partit. No es conten les internacionalitats per Iugoslàvia..

## Sud-àfrica
| #    | Posició     | Nom                  | Naixement  | P. Sel.   | Club               |
| ---- | ----------- | -------------------- | ---------- | --------- | ------------------ |
| 1    | Porter      | Hans Vonk            | 1970-01-30 | 29        | Heerenveen         |
| 2    | Defensa     | Cyril Nzama          | 1974-06-26 | 19        | Kaizer Chiefs      |
| 3    | Defensa     | Bradley Carnell      | 1977-01-21 | 21        | VfB Stuttgart      |
| 4    | Defensa     | Aaron Mokoena        | 1980-11-25 | 22        | Germinal Beerschot |
| 5    | Defensa     | Jacob Lekgetho       | 1974-03-24 | 15        | Lokomotiv Moscou   |
| 6    | Migcampista | McBeth Sibaya        | 1977-11-25 | 9         | Jomo Cosmos        |
| 7    | Migcampista | Quinton Fortune      | 1977-05-21 | 39        | Manchester United  |
| 8    | Migcampista | Thabo Mngomeni       | 1969-06-24 | 37        | Orlando Pirates    |
| 9    | Migcampista | MacDonald Mukansi    | 1975-05-26 | 7         | Lokomotiv Sofia    |
| 10   | Migcampista | Bennett Mnguni       | 1974-03-18 | 9         | Lokomotiv Moscou   |
| 11   | Migcampista | Jabu Pule            | 1980-07-11 | 9         | Kaizer Chiefs      |
| 12   | Migcampista | Teboho Mokoena       | 1974-07-10 | 10        | St. Gallen         |
| 13   | Defensa     | Pierre Issa          | 1975-09-12 | 41        | Watford            |
| 14   | Davanter    | Siyabonga Nomvethe   | 1977-12-02 | 30        | Udinese            |
| 15   | Migcampista | Sibusiso Zuma        | 1975-06-23 | 22        | FC Copenhagen      |
| 16   | Porter      | Andre Arendse        | 1967-06-27 | 49        | Santos Cape Town   |
| 17   | Davanter    | Benni McCarthy       | 1977-11-12 | 43        | Porto              |
| 18   | Migcampista | Delron Buckley       | 1977-12-07 | 32        | VfL Bochum         |
| 19   | Defensa     | Lucas Radebe (c)     | 1969-04-12 | 65        | Leeds United       |
| 20   | Porter      | Calvin Marlin        | 1976-04-20 | 2         | Ajax Cape Town     |
| 21   | Migcampista | Steven Pienaar       | 1982-03-17 | 0         | Ajax               |
| 22   | Defensa     | Thabang Molefe       | 1979-04-11 | 5         | Jomo Cosmos        |
| 23   | Davanter    | George Koumantarakis | 1974-03-27 | 6         | Basel              |
| Ent. | Jomo Sono   | Jomo Sono            | Jomo Sono  | Jomo Sono | Jomo Sono          |

## Espanya
| #    | Posició              | Nom                  | Naixement            | P. Sel.              | Club                 |
| ---- | -------------------- | -------------------- | -------------------- | -------------------- | -------------------- |
| 1    | Porter               | Iker Casillas        | 1981-05-20           | 13                   | Reial Madrid         |
| 2    | Defensa              | Curro Torres         | 1976-12-27           | 4                    | València CF          |
| 3    | Defensa              | Juanfran             | 1976-07-15           | 7                    | Celta Vigo           |
| 4    | Migcampista          | Iván Helguera        | 1975-03-18           | 22                   | Reial Madrid         |
| 5    | Defensa              | Carles Puyol         | 1978-04-13           | 8                    | FC Barcelona         |
| 6    | Defensa              | Fernando Hierro (c)  | 1968-03-23           | 85                   | Reial Madrid         |
| 7    | Davanter             | Raúl                 | 1977-06-27           | 51                   | Reial Madrid         |
| 8    | Migcampista          | Rubén Baraja         | 1975-07-11           | 9                    | València CF          |
| 9    | Davanter             | Fernando Morientes   | 1976-04-05           | 19                   | Reial Madrid         |
| 10   | Davanter             | Diego Tristán        | 1976-01-05           | 7                    | Deportivo La Coruña  |
| 11   | Davanter             | Javier de Pedro      | 1973-08-04           | 5                    | Reial Societat       |
| 12   | Davanter             | Albert Luque         | 1978-03-11           | 0                    | RCD Mallorca         |
| 13   | Porter               | Ricardo              | 1971-12-30           | 1                    | Real Valladolid      |
| 14   | Migcampista          | David Albelda        | 1977-09-01           | 2                    | València CF          |
| 15   | Defensa              | Enrique Romero       | 1971-06-23           | 3                    | Deportivo La Coruña  |
| 16   | Migcampista          | Gaizka Mendieta      | 1974-03-27           | 32                   | Lazio                |
| 17   | Migcampista          | Juan Carlos Valerón  | 1975-06-17           | 20                   | Deportivo La Coruña  |
| 18   | Migcampista          | Sergio               | 1976-11-10           | 5                    | Deportivo La Coruña  |
| 19   | Migcampista          | Xavi                 | 1980-01-25           | 3                    | FC Barcelona         |
| 20   | Defensa              | Miquel Àngel Nadal   | 1966-07-28           | 59                   | RCD Mallorca         |
| 21   | Migcampista          | Luis Enrique         | 1970-05-08           | 57                   | FC Barcelona         |
| 22   | Migcampista          | Joaquín              | 1981-07-21           | 3                    | Real Betis           |
| 23   | Porter               | Pedro Contreras      | 1972-01-07           | 0                    | Málaga               |
| Ent. | José Antonio Camacho | José Antonio Camacho | José Antonio Camacho | José Antonio Camacho | José Antonio Camacho |

## Brasil
| #    | Posició             | Nom                 | Naixement           | P. Sel.             | Club                |
| ---- | ------------------- | ------------------- | ------------------- | ------------------- | ------------------- |
| 1    | Porter              | Marcos              | 1973-08-04          | 15                  | Palmeiras           |
| 2    | Defensa             | Cafu (c)            | 1970-06-07          | 103                 | AS Roma             |
| 3    | Defensa             | Lúcio               | 1978-05-08          | 15                  | Bayer Leverkusen    |
| 4    | Defensa             | Roque Júnior        | 1976-08-31          | 17                  | AC Milan            |
| 5    | Defensa             | Edmílson            | 1976-07-10          | 12                  | Lyon                |
| 6    | Defensa             | Roberto Carlos      | 1973-04-10          | 84                  | Reial Madrid        |
| 7    | Migcampista         | Ricardinho          | 1976-05-23          | 3                   | Corinthians         |
| 8    | Migcampista         | Gilberto Silva      | 1976-10-07          | 6                   | Atlético Mineiro    |
| 9    | Davanter            | Ronaldo             | 1976-09-22          | 56                  | Internazionale      |
| 10   | Davanter            | Rivaldo             | 1972-04-29          | 58                  | FC Barcelona        |
| 11   | Migcampista         | Ronaldinho          | 1980-03-21          | 24                  | Paris Saint-Germain |
| 12   | Porter              | Dida                | 1973-10-07          | 49                  | Corinthians         |
| 13   | Defensa             | Belletti            | 1976-06-20          | 10                  | São Paulo           |
| 14   | Defensa             | Anderson Polga      | 1979-02-09          | 5                   | Grêmio              |
| 15   | Migcampista         | Kléberson           | 1979-06-19          | 5                   | Atlético Paranaense |
| 16   | Defensa             | Júnior              | 1973-06-20          | 12                  | Parma               |
| 17   | Davanter            | Denílson            | 1977-08-24          | 53                  | Real Betis          |
| 18   | Migcampista         | Vampeta             | 1974-03-13          | 36                  | Corinthians         |
| 19   | Migcampista         | Juninho Paulista    | 1973-02-22          | 43                  | Flamengo            |
| 20   | Davanter            | Edílson             | 1970-09-17          | 17                  | Cruzeiro            |
| 21   | Davanter            | Luizão              | 1975-11-14          | 8                   | Grêmio              |
| 22   | Porter              | Rogério Ceni        | 1973-01-22          | 12                  | São Paulo           |
| 23   | Migcampista         | Kaká                | 1982-04-22          | 2                   | São Paulo           |
| Ent. | Luiz Felipe Scolari | Luiz Felipe Scolari | Luiz Felipe Scolari | Luiz Felipe Scolari | Luiz Felipe Scolari |

## Xina
| #    | Posició          | Nom                  | Naixement        | P. Sel.          | Club                |
| ---- | ---------------- | -------------------- | ---------------- | ---------------- | ------------------- |
| 1    | Porter           | An Qi 安琦           | 1981-06-21       | 4                | Dalian Shide        |
| 2    | Defensa          | Zhang Enhua 張恩華   | 1974-05-11       | 65               | Dalian Shide        |
| 3    | Defensa          | Yang Pu 楊璞         | 1978-03-30       | 9                | Beijing Guoan       |
| 4    | Defensa          | Wu Chengying 吳承瑛  | 1975-04-21       | 47               | Shanghai Shenhua    |
| 5    | Defensa          | Fan Zhiyi 范志毅     | 1970-01-22       | 105              | Dundee              |
| 6    | Migcampista      | Shao Jiayi 邵佳一    | 1980-04-10       | 21               | Beijing Guoan       |
| 7    | Defensa          | Sun Jihai 孫繼海     | 1977-09-30       | 57               | Manchester City     |
| 8    | Migcampista      | Li Tie 李鐵          | 1977-09-18       | 67               | Liaoning            |
| 9    | Migcampista      | Ma Mingyu (c) 馬明宇 | 1972-08-10       | 86               | Sichuan Guancheng   |
| 10   | Davanter         | Hao Haidong 郝海東   | 1970-08-25       | 90               | Dalian Shide        |
| 11   | Migcampista      | Yu Genwei 於根偉     | 1976-08-19       | 13               | Tianjin Teda FC     |
| 12   | Davanter         | Su Maozhen 宿茂臻    | 1972-07-30       | 48               | Shandong Luneng     |
| 13   | Migcampista      | Gao Yao 高堯         | 1977-07-13       | 6                | Shandong Luneng     |
| 14   | Defensa          | Li Weifeng 李瑋峰    | 1978-01-26       | 48               | Shenzhen Pingan     |
| 15   | Migcampista      | Zhao Junzhe 肇俊哲   | 1979-04-18       | 0                | Beijing Guoan       |
| 16   | Davanter         | Qu Bo 曲波           | 1981-07-15       | 0                | Qingdao Hainiu      |
| 17   | Defensa          | Du Wei 杜威          | 1982-02-09       | 3                | Shanghai Shenhua    |
| 18   | Migcampista      | Li Xiaopeng 李霄鵬   | 1976-11-05       | 20               | Shandong Luneng     |
| 19   | Migcampista      | Qi Hong 祁宏         | 1976-06-03       | 34               | Shanghai Zhongyuan  |
| 20   | Davanter         | Yang Chen 楊晨       | 1974-01-17       | 24               | Eintracht Frankfurt |
| 21   | Defensa          | Xu Yunlong 徐雲龍    | 1979-02-17       | 0                | Beijing Guoan       |
| 22   | Porter           | Jiang Jin 江津       | 1969-10-07       | 52               | Tianjin Teda FC     |
| 23   | Porter           | Ou Chuliang 區楚良   | 1968-08-26       | 0                | Yunnan Hongta       |
| Ent. | Bora Milutinović | Bora Milutinović     | Bora Milutinović | Bora Milutinović | Bora Milutinović    |

## Costa Rica
| #    | Posició             | Nom                 | Naixement           | P. Sel.             | Club                |
| ---- | ------------------- | ------------------- | ------------------- | ------------------- | ------------------- |
| 1    | Porter              | Erick Lonnis        | 1965-09-09          | 74                  | Deportivo Saprissa  |
| 2    | Defensa             | Jervis Drummond     | 1976-09-08          | 38                  | Deportivo Saprissa  |
| 3    | Defensa             | Luis Marín          | 1974-10-08          | 74                  | LD Alajuelense      |
| 4    | Defensa             | Mauricio Wright     | 1970-12-20          | 40                  | CS Herdiano         |
| 5    | Defensa             | Gilberto Martínez   | 1979-10-01          | 27                  | Deportivo Saprissa  |
| 6    | Migcampista         | Wilmer López        | 1971-08-03          | 68                  | LD Alajuelense      |
| 7    | Davanter            | Rolando Fonseca     | 1974-06-06          | 79                  | Deportivo Saprissa  |
| 8    | Migcampista         | Mauricio Solís      | 1972-12-13          | 84                  | LD Alajuelense      |
| 9    | Davanter            | Paulo Wanchope      | 1976-07-31          | 48                  | Manchester City     |
| 10   | Migcampista         | Walter Centeno      | 1974-10-06          | 49                  | Deportivo Saprissa  |
| 11   | Davanter            | Rónald Gómez        | 1975-01-24          | 53                  | OFI Creta           |
| 12   | Davanter            | Winston Parks       | 1981-10-12          | 3                   | Udinese             |
| 13   | Davanter            | Daniel Vallejos     | 1981-05-27          | 2                   | CS Herdiano         |
| 14   | Defensa             | Juan José Rodríguez | 1967-06-23          | 2                   | AD San Carlos       |
| 15   | Defensa             | Harold Wallace      | 1975-09-07          | 54                  | LD Alajuelense      |
| 16   | Davanter            | Steven Bryce        | 1977-08-16          | 33                  | LD Alajuelense      |
| 17   | Migcampista         | Hernán Medford (c)  | 1968-05-23          | 87                  | Deportivo Saprissa  |
| 18   | Porter              | Álvaro Mesén        | 1972-12-24          | 16                  | LD Alajuelense      |
| 19   | Migcampista         | Rodrigo Cordero     | 1973-12-04          | 25                  | CS Herdiano         |
| 20   | Davanter            | William Sunsing     | 1977-05-12          | 23                  | CS Herdiano         |
| 21   | Defensa             | Pablo Chinchilla    | 1978-12-21          | 12                  | LD Alajuelense      |
| 22   | Defensa             | Carlos Castro       | 1978-09-10          | 22                  | LD Alajuelense      |
| 23   | Porter              | Lester Morgan       | 1976-05-02          | 5                   | CS Herdiano         |
| Ent. | Alexandre Guimarães | Alexandre Guimarães | Alexandre Guimarães | Alexandre Guimarães | Alexandre Guimarães |

## Turquia
| #    | Posició     | Nom              | Naixement   | P. Sel.     | Club             |
| ---- | ----------- | ---------------- | ----------- | ----------- | ---------------- |
| 1    | Porter      | Rüştü Reçber     | 1973-05-10  | 64          | Fenerbahçe       |
| 2    | Defensa     | Emre Aşık        | 1973-12-13  | 16          | Galatasaray      |
| 3    | Defensa     | Bülent Korkmaz   | 1968-11-24  | 68          | Galatasaray      |
| 4    | Defensa     | Fatih Akyel      | 1977-12-26  | 36          | Fenerbahçe       |
| 5    | Defensa     | Alpay Özalan     | 1973-05-29  | 62          | Aston Villa      |
| 6    | Davanter    | Arif Erdem       | 1972-01-02  | 50          | Galatasaray      |
| 7    | Migcampista | Okan Buruk       | 1973-10-19  | 26          | Internazionale   |
| 8    | Migcampista | Tugay Kerimoğlu  | 1970-08-24  | 69          | Blackburn Rovers |
| 9    | Davanter    | Hakan Şükür (c)  | 1971-09-01  | 73          | Parma            |
| 10   | Migcampista | Yıldıray Baştürk | 1978-12-24  | 13          | Leverkusen       |
| 11   | Davanter    | Hasan Şaş        | 1976-08-01  | 14          | Galatasaray      |
| 12   | Porter      | Ömer Çatkıç      | 1974-10-15  | 6           | Gaziantepspor    |
| 13   | Migcampista | Muzzy İzzet      | 1974-10-31  | 7           | Leicester City   |
| 14   | Migcampista | Tayfur Havutçu   | 1970-04-23  | 39          | Beşiktaş         |
| 15   | Davanter    | Nihat Kahveci    | 1979-11-23  | 11          | Reial Societat   |
| 16   | Defensa     | Ümit Özat        | 1976-10-30  | 14          | Fenerbahçe       |
| 17   | Davanter    | İlhan Mansız     | 1975-08-10  | 6           | Beşiktaş         |
| 18   | Migcampista | Ergün Penbe      | 1972-05-17  | 21          | Galatasaray      |
| 19   | Migcampista | Abdullah Ercan   | 1971-12-08  | 70          | Fenerbahçe       |
| 20   | Defensa     | Hakan Ünsal      | 1973-05-14  | 25          | Blackburn Rovers |
| 21   | Migcampista | Emre Belözoğlu   | 1980-09-07  | 11          | Internazionale   |
| 22   | Migcampista | Ümit Davala      | 1973-07-30  | 24          | AC Milan         |
| 23   | Porter      | Zafer Özgültekın | 1975-03-10  | 1           | Ankaragücü       |
| Ent. | Şenol Güneş | Şenol Güneş      | Şenol Güneş | Şenol Güneş | Şenol Güneş      |

## Polònia
| #    | Posició     | Nom                | Naixement   | P. Sel.     | Club                |
| ---- | ----------- | ------------------ | ----------- | ----------- | ------------------- |
| 1    | Porter      | Jerzy Dudek        | 1973-03-23  | 21          | Liverpool           |
| 2    | Defensa     | Tomasz Kłos        | 1973-03-07  | 37          | Kaiserslautern      |
| 3    | Defensa     | Jacek Zieliński    | 1967-10-10  | 52          | Legia Warszawa      |
| 4    | Defensa     | Michał Żewłakow    | 1976-04-22  | 25          | Mouscron            |
| 5    | Migcampista | Tomasz Rząsa       | 1973-03-11  | 9           | Feyenoord           |
| 6    | Defensa     | Tomasz Hajto       | 1972-10-16  | 44          | Schalke 04          |
| 7    | Migcampista | Piotr Świerczewski | 1972-04-08  | 65          | Marseille           |
| 8    | Davanter    | Cezary Kucharski   | 1972-02-17  | 15          | Legia Warszawa      |
| 9    | Davanter    | Paweł Kryszałowicz | 1974-06-23  | 23          | Eintracht Frankfurt |
| 10   | Migcampista | Radosław Kałużny   | 1974-02-02  | 30          | Energie Cottbus     |
| 11   | Davanter    | Emmanuel Olisadebe | 1978-12-22  | 16          | Panathinaikos       |
| 12   | Porter      | Radosław Majdan    | 1972-05-10  | 5           | Göztepe             |
| 13   | Defensa     | Arkadiusz Głowacki | 1979-03-13  | 2           | Wisła Kraków        |
| 14   | Davanter    | Marcin Żewłakow    | 1976-04-22  | 17          | Mouscron            |
| 15   | Defensa     | Tomasz Wałdoch (c) | 1971-05-10  | 71          | Schalke 04          |
| 16   | Migcampista | Maciej Murawski    | 1974-02-20  | 4           | Legia Warszawa      |
| 17   | Migcampista | Arkadiusz Bąk      | 1974-10-06  | 12          | Widzew Łódź         |
| 18   | Migcampista | Jacek Krzynówek    | 1976-05-15  | 23          | Nürnberg            |
| 19   | Davanter    | Maciej Żurawski    | 1976-09-12  | 9           | Wisła Kraków        |
| 20   | Defensa     | Jacek Bąk          | 1973-03-24  | 36          | Lens                |
| 21   | Defensa     | Marek Koźmiński    | 1971-02-07  | 42          | Ancona              |
| 22   | Porter      | Adam Matysek       | 1968-07-19  | 34          | RKS Radomsko        |
| 23   | Migcampista | Paweł Sibik        | 1971-02-15  | 2           | Odra Wodzisław      |
| Ent. | Jerzy Engel | Jerzy Engel        | Jerzy Engel | Jerzy Engel | Jerzy Engel         |

## Portugal
| #    | Posició          | Nom                | Naixement        | P. Sel.          | Club             |
| ---- | ---------------- | ------------------ | ---------------- | ---------------- | ---------------- |
| 1    | Porter           | Vítor Baía         | 1969-10-15       | 75               | FC Porto         |
| 2    | Defensa          | Jorge Costa        | 1971-10-14       | 46               | FC Porto         |
| 3    | Defensa          | Abel Xavier        | 1972-11-30       | 18               | Liverpool        |
| 4    | Defensa          | Marco Caneira      | 1979-02-09       | 1                | Benfica          |
| 5    | Defensa          | Fernando Couto (c) | 1969-08-02       | 82               | Lazio            |
| 6    | Migcampista      | Paulo Sousa        | 1970-08-30       | 50               | RCD Espanyol     |
| 7    | Migcampista      | Luís Figo          | 1972-11-04       | 81               | Reial Madrid     |
| 8    | Davanter         | João Pinto         | 1971-08-19       | 77               | Sporting         |
| 9    | Davanter         | Pauleta            | 1973-04-28       | 33               | Bordeaux         |
| 10   | Migcampista      | Rui Costa          | 1972-03-29       | 67               | Milan            |
| 11   | Migcampista      | Sérgio Conceição   | 1974-11-15       | 41               | Internazionale   |
| 12   | Migcampista      | Hugo Viana         | 1983-01-15       | 4                | Sporting         |
| 13   | Defensa          | Jorge Andrade      | 1979-04-09       | 5                | FC Porto         |
| 14   | Migcampista      | Pedro Barbosa      | 1970-08-06       | 21               | Sporting         |
| 15   | Porter           | Nélson             | 1975-10-20       | 1                | Sporting         |
| 16   | Porter           | Ricardo            | 1976-02-11       | 10               | Boavista         |
| 17   | Migcampista      | Paulo Bento        | 1969-06-20       | 31               | Sporting         |
| 18   | Defensa          | Nuno Frechaut      | 1977-09-24       | 9                | Boavista         |
| 19   | Migcampista      | Capucho            | 1972-02-21       | 29               | FC Porto         |
| 20   | Migcampista      | Petit              | 1976-09-25       | 9                | Boavista         |
| 21   | Davanter         | Nuno Gomes         | 1976-07-05       | 28               | Fiorentina       |
| 22   | Defensa          | Beto               | 1976-05-03       | 16               | Sporting         |
| 23   | Defensa          | Rui Jorge          | 1973-03-27       | 20               | Sporting         |
| Ent. | António Oliveira | António Oliveira   | António Oliveira | António Oliveira | António Oliveira |

## Corea del Sud
| #    | Posició      | Nom               | Naixement    | P. Sel.      | Club               |
| ---- | ------------ | ----------------- | ------------ | ------------ | ------------------ |
| 1    | Porter       | Lee Woon-Jae      | 1973-04-26   | 32           | Suwon Bluewings    |
| 2    | Migcampista  | Hyun Young-Min    | 1979-12-25   | 8            | Ulsan Hyundai      |
| 3    | Migcampista  | Choi Sung-Yong    | 1975-12-25   | 60           | Suwon Bluewings    |
| 4    | Defensa      | Choi Jin-Cheul    | 1971-03-26   | 15           | Cheonbuk Hyundai   |
| 5    | Migcampista  | Kim Nam-Il        | 1977-03-14   | 21           | Chunnam Dragons    |
| 6    | Migcampista  | Yoo Sang-Chul     | 1971-10-18   | 92           | Kashiwa Reysol     |
| 7    | Defensa      | Kim Tae-Young     | 1970-11-08   | 74           | Chunnam Dragons    |
| 8    | Davanter     | Choi Tae-Uk       | 1981-03-13   | 16           | Anyang LG Cheetahs |
| 9    | Davanter     | Seol Ki-Hyeon     | 1979-01-08   | 31           | Anderlecht         |
| 10   | Migcampista  | Lee Young-Pyo     | 1977-04-23   | 48           | Anyang LG Cheetahs |
| 11   | Davanter     | Choi Yong-Soo     | 1973-09-10   | 58           | JEF United         |
| 12   | Porter       | Kim Byung-Ji      | 1970-04-08   | 58           | Pohang Steelers    |
| 13   | Migcampista  | Lee Eul-Yong      | 1975-09-08   | 19           | Bucheon SK         |
| 14   | Migcampista  | Lee Chun-Soo      | 1981-07-09   | 22           | Ulsan Hyundai      |
| 15   | Defensa      | Lee Min-Sung      | 1973-06-23   | 52           | Busan Icons        |
| 16   | Migcampista  | Cha Du-Ri         | 1980-07-25   | 12           | Korea University   |
| 17   | Migcampista  | Yoon Jung-Hwan    | 1973-02-16   | 36           | Cerezo Osaka       |
| 18   | Migcampista  | Hwang Sun-Hong    | 1968-07-14   | 95           | Kashiwa Reysol     |
| 19   | Davanter     | Ahn Jung-Hwan     | 1976-01-27   | 19           | Perugia            |
| 20   | Defensa      | Hong Myung-Bo (c) | 1969-02-12   | 124          | Pohang Steelers    |
| 21   | Migcampista  | Park Ji-Sung      | 1981-02-25   | 30           | Kyoto Purple Sanga |
| 22   | Migcampista  | Song Chong-Gug    | 1979-02-20   | 27           | Busan Icons        |
| 23   | Porter       | Choi Eun-Sung     | 1971-04-05   | 1            | Daejeon Citizen    |
| Ent. | Guus Hiddink | Guus Hiddink      | Guus Hiddink | Guus Hiddink | Guus Hiddink       |

## Estats Units
| #    | Posició     | Nom               | Naixement   | P. Sel.     | Club                   |
| ---- | ----------- | ----------------- | ----------- | ----------- | ---------------------- |
| 1    | Porter      | Brad Friedel      | 1971-05-08  | 74          | Blackburn Rovers       |
| 2    | Migcampista | Frankie Hejduk    | 1974-08-05  | 38          | Bayer Leverkusen       |
| 3    | Defensa     | Gregg Berhalter   | 1973-08-01  | 25          | Crystal Palace         |
| 4    | Defensa     | Pablo Mastroeni   | 1976-08-29  | 8           | Colorado Rapids        |
| 5    | Migcampista | John O'Brien      | 1977-08-29  | 13          | Ajax                   |
| 6    | Defensa     | David Regis       | 1968-12-02  | 28          | Metz                   |
| 7    | Migcampista | Eddie Lewis       | 1974-05-17  | 38          | Fulham                 |
| 8    | Migcampista | Earnie Stewart    | 1969-03-28  | 77          | NAC Breda              |
| 9    | Davanter    | Joe-Max Moore     | 1971-02-23  | 95          | Everton                |
| 10   | Migcampista | Claudio Reyna (c) | 1973-07-20  | 86          | Sunderland             |
| 11   | Davanter    | Clint Mathis      | 1976-11-25  | 19          | MetroStars             |
| 12   | Defensa     | Jeff Agoos        | 1968-02-05  | 127         | San Jose Earthquakes   |
| 13   | Migcampista | Cobi Jones        | 1970-06-16  | 153         | Los Angeles Galaxy     |
| 14   | Defensa     | Steve Cherundolo  | 1979-02-19  | 10          | Hannover 96            |
| 15   | Davanter    | Josh Wolff        | 1977-02-25  | 16          | Chicago Fire           |
| 16   | Defensa     | Carlos Llamosa    | 1969-06-30  | 26          | New England Revolution |
| 17   | Migcampista | DaMarcus Beasley  | 1982-05-24  | 9           | Chicago Fire           |
| 18   | Porter      | Kasey Keller      | 1969-11-29  | 58          | Tottenham Hotspur      |
| 19   | Porter      | Tony Meola        | 1969-02-21  | 98          | Kansas City Wizards    |
| 20   | Davanter    | Brian McBride     | 1972-06-19  | 58          | Columbus Crew          |
| 21   | Davanter    | Landon Donovan    | 1982-03-04  | 20          | San Jose Earthquakes   |
| 22   | Defensa     | Tony Sanneh       | 1971-06-01  | 29          | Nürnberg               |
| 23   | Defensa     | Eddie Pope        | 1973-12-24  | 48          | D.C. United            |
| Ent. | Bruce Arena | Bruce Arena       | Bruce Arena | Bruce Arena | Bruce Arena            |

## Camerun
| #    | Posició          | Nom                  | Naixement        | P. Sel.          | Club             |
| ---- | ---------------- | -------------------- | ---------------- | ---------------- | ---------------- |
| 1    | Porter           | Alioum Boukar        | 1972-01-03       | 46               | Samsunspor       |
| 2    | Migcampista      | Bill Tchato          | 1975-05-14       | 12               | Montpellier      |
| 3    | Defensa          | Pierre Wome          | 1979-03-26       | 46               | Bologna          |
| 4    | Defensa          | Rigobert Song (c)    | 1976-07-01       | 59               | FC Köln          |
| 5    | Defensa          | Raymond Kalla        | 1975-04-22       | 47               | Extremadura      |
| 6    | Defensa          | Pierre Njanka        | 1975-03-15       | 31               | Strasbourg       |
| 7    | Migcampista      | Joseph N'do          | 1976-04-28       | 16               | Al Khalees       |
| 8    | Defensa          | Geremi               | 1978-12-20       | 38               | Reial Madrid     |
| 9    | Davanter         | Samuel Eto'o         | 1981-03-10       | 27               | RCD Mallorca     |
| 10   | Davanter         | Patrick M'boma       | 1970-11-15       | 42               | Sunderland       |
| 11   | Davanter         | Pius N'diefi         | 1975-07-05       | 13               | Sedan            |
| 12   | Migcampista      | Lauren               | 1977-01-19       | 15               | Arsenal          |
| 13   | Defensa          | Lucien Mettomo       | 1977-04-19       | 17               | Manchester City  |
| 14   | Migcampista      | Joël Epalle          | 1978-02-20       | 22               | Panathinaikos    |
| 15   | Migcampista      | Nicolas Alnoudji     | 1979-12-09       | 15               | Rizespor         |
| 16   | Porter           | Jacques Songo'o      | 1964-03-17       | 66               | Metz             |
| 17   | Migcampista      | Marc-Vivien Foé      | 1975-05-01       | 47               | Lyon             |
| 18   | Davanter         | Patrick Suffo        | 1978-01-17       | 18               | Sheffield United |
| 19   | Migcampista      | Eric Djemba-Djemba   | 1981-05-04       | 0                | Nantes           |
| 20   | Migcampista      | Salomon Olembé       | 1980-12-08       | 39               | Marseille        |
| 21   | Davanter         | Joseph-Désiré Job    | 1977-12-01       | 34               | Metz             |
| 22   | Porter           | Idriss Carlos Kameni | 1984-02-18       | 1                | Le Havre         |
| 23   | Migcampista      | Daniel N'gom Kome    | 1980-05-19       | 4                | Numancia         |
| Ent. | Winfried Schäfer | Winfried Schäfer     | Winfried Schäfer | Winfried Schäfer | Winfried Schäfer |

## Alemanya
| #    | Posició     | Nom                 | Naixement   | P. Sel.     | Club               |
| ---- | ----------- | ------------------- | ----------- | ----------- | ------------------ |
| 1    | Porter      | Oliver Kahn (c)     | 1969-06-15  | 45          | Bayern de Múnic    |
| 2    | Defensa     | Thomas Linke        | 1969-12-26  | 34          | Bayern de Múnic    |
| 3    | Defensa     | Marko Rehmer        | 1972-04-29  | 27          | Hertha BSC Berlin  |
| 4    | Defensa     | Frank Baumann       | 1975-10-29  | 11          | Werder Bremen      |
| 5    | Migcampista | Carsten Ramelow     | 1974-03-20  | 25          | Bayer Leverkusen   |
| 6    | Defensa     | Christian Ziege     | 1972-02-01  | 66          | Tottenham Hotspur  |
| 7    | Davanter    | Oliver Neuville     | 1973-05-01  | 30          | Bayer Leverkusen   |
| 8    | Migcampista | Dietmar Hamann      | 1973-08-27  | 40          | Liverpool          |
| 9    | Davanter    | Carsten Jancker     | 1974-08-28  | 26          | FC Bayern de Múnic |
| 10   | Migcampista | Lars Ricken         | 1976-07-10  | 16          | Borussia Dortmund  |
| 11   | Davanter    | Miroslav Klose      | 1978-06-09  | 12          | Kaiserslautern     |
| 12   | Porter      | Jens Lehmann        | 1969-11-10  | 14          | Borussia Dortmund  |
| 13   | Migcampista | Michael Ballack     | 1976-09-26  | 22          | Bayer Leverkusen   |
| 14   | Davanter    | Gerald Asamoah      | 1978-10-03  | 11          | Schalke 04         |
| 15   | Defensa     | Sebastian Kehl      | 1980-02-13  | 8           | Borussia Dortmund  |
| 16   | Migcampista | Jens Jeremies       | 1974-03-05  | 33          | FC Bayern de Múnic |
| 17   | Davanter    | Marco Bode          | 1969-07-23  | 34          | Werder Bremen      |
| 18   | Migcampista | Jörg Böhme          | 1974-01-22  | 6           | Schalke 04         |
| 19   | Migcampista | Bernd Schneider     | 1973-11-17  | 9           | Bayer Leverkusen   |
| 20   | Davanter    | Oliver Bierhoff     | 1968-05-01  | 65          | Monaco             |
| 21   | Defensa     | Christoph Metzelder | 1980-11-05  | 6           | Borussia Dortmund  |
| 22   | Migcampista | Torsten Frings      | 1976-11-22  | 8           | Werder Bremen      |
| 23   | Porter      | Hans-Jörg Butt      | 1974-05-28  | 2           | Bayer Leverkusen   |
| Ent. | Rudi Völler | Rudi Völler         | Rudi Völler | Rudi Völler | Rudi Völler        |

## Irlanda
| #    | Posició       | Nom                | Naixement     | P. Sel.       | Club              |
| ---- | ------------- | ------------------ | ------------- | ------------- | ----------------- |
| 1    | Porter        | Shay Given         | 1976-04-20    | 39            | Newcastle United  |
| 2    | Defensa       | Steve Finnan       | 1976-04-20    | 13            | Fulham            |
| 3    | Defensa       | Ian Harte          | 1977-08-31    | 40            | Leeds United      |
| 4    | Defensa       | Kenny Cunningham   | 1971-06-28    | 38            | Wimbledon         |
| 5    | Defensa       | Steve Staunton (c) | 1969-01-19    | 98            | Aston Villa       |
| 6    | Migcampista   | Roy Keane*         | 1971-08-10    | 58            | Manchester United |
| 7    | Migcampista   | Jason McAteer      | 1971-06-18    | 47            | Sunderland        |
| 8    | Migcampista   | Matt Holland       | 1974-04-11    | 19            | Ipswich Town      |
| 9    | Davanter      | Damien Duff        | 1979-03-02    | 26            | Blackburn Rovers  |
| 10   | Davanter      | Robbie Keane       | 1980-07-08    | 33            | Leeds United      |
| 11   | Migcampista   | Kevin Kilbane      | 1977-02-01    | 31            | Sunderland        |
| 12   | Migcampista   | Mark Kinsella      | 1972-08-12    | 28            | Charlton Athletic |
| 13   | Davanter      | David Connolly     | 1977-06-06    | 33            | Wimbledon         |
| 14   | Defensa       | Gary Breen         | 1973-12-12    | 43            | Coventry City     |
| 15   | Defensa       | Richard Dunne      | 1979-09-21    | 14            | Manchester City   |
| 16   | Porter        | Dean Kiely         | 1970-10-10    | 6             | Charlton Athletic |
| 17   | Davanter      | Niall Quinn        | 1966-10-06    | 88            | Sunderland        |
| 18   | Defensa       | Gary Kelly         | 1974-07-09    | 46            | Leeds United      |
| 19   | Davanter      | Clinton Morrison   | 1979-05-14    | 7             | Crystal Palace    |
| 20   | Defensa       | Andrew O'Brien     | 1979-06-29    | 5             | Newcastle United  |
| 21   | Davanter      | Steven Reid        | 1981-03-10    | 5             | Millwall          |
| 22   | Migcampista   | Lee Carsley        | 1974-02-28    | 19            | Everton           |
| 23   | Porter        | Alan Kelly         | 1968-08-11    | 34            | Blackburn Rovers  |
| Ent. | Mick McCarthy | Mick McCarthy      | Mick McCarthy | Mick McCarthy | Mick McCarthy     |

*Fou expulsat de l'equip abans del torneig.

## Aràbia Saudita
| #    | Posició         | Nom                       | Naixement       | P. Sel.         | Club              |
| ---- | --------------- | ------------------------- | --------------- | --------------- | ----------------- |
| 1    | Porter          | Mohamed Al-Deayea         | 1972-08-02      | 168             | Al-Hilal Al-Riyad |
| 2    | Defensa         | Mohammed Al-Jahani        | 1974-09-28      | 73              | Al-Ahli           |
| 3    | Defensa         | Redha Tukar               | 1975-11-29      | 5               | Al-Shabab         |
| 4    | Defensa         | Abdullah Zubromawi        | 1973-11-15      | 115             | Al-Ahli           |
| 5    | Defensa         | Mohsin Harthi             | 1976-07-17      | 20              | Al-Nassr          |
| 6    | Defensa         | Fouzi Al-Shehri           | 1980-05-15      | 2               | Al-Ahli           |
| 7    | Migcampista     | Ibrahim Al-Shahrani       | 1974-07-21      | 59              | Al-Ahli           |
| 8    | Migcampista     | Mohammed Noor             | 1978-02-26      | 29              | Al-Ittihad        |
| 9    | Davanter        | Sami Al-Jaber (c)         | 1972-12-11      | 148             | Al-Hilal Al-Riyad |
| 10   | Migcampista     | Mohammad Al-Shalhoub      | 1980-12-08      | 17              | Al-Hilal Al-Riyad |
| 11   | Davanter        | Obeid Al-Dosari           | 1975-10-02      | 97              | Al-Ahli           |
| 12   | Defensa         | Ahmed Dokhi               | 1976-10-25      | 47              | Al-Hilal Al-Riyad |
| 13   | Defensa         | Hussein Sulaimani         | 1977-01-21      | 80              | Al-Ahli           |
| 14   | Migcampista     | Abdulaziz Khathran        | 1973-07-31      | 0               | Al-Shabab         |
| 15   | Davanter        | Abdullah Jumaan Al-Dosari | 1977-11-10      | 20              | Al-Hilal Al-Riyad |
| 16   | Migcampista     | Khamis Al-Owairan         | 1973-09-08      | 76              | Al-Ittihad        |
| 17   | Migcampista     | Abdullah Al-Waked         | 1975-09-29      | 45              | Al-Shabab         |
| 18   | Migcampista     | Nawaf Al-Temyat           | 1976-06-28      | 48              | Al-Hilal Al-Riyad |
| 19   | Migcampista     | Omar Al-Ghamdi            | 1979-04-11      | 28              | Al-Hilal Al-Riyad |
| 20   | Davanter        | Al Hasan Al-Yami          | 1972-08-21      | 18              | Al-Ittihad        |
| 21   | Porter          | Mabrouk Zaid              | 1979-02-11      | 1               | Al-Ittihad        |
| 22   | Porter          | Mohammed Al-Khojali       | 1973-01-15      | 12              | Al-Nassr          |
| 23   | Defensa         | Mansour Al-Thagafi        | 1979-01-14      | 0               | Al-Nassr          |
| Ent. | Nasser Al-Johar | Nasser Al-Johar           | Nasser Al-Johar | Nasser Al-Johar | Nasser Al-Johar   |

## Argentina
| #    | Posició        | Nom                      | Naixement      | P. Sel.        | Club                |
| ---- | -------------- | ------------------------ | -------------- | -------------- | ------------------- |
| 1    | Porter         | Germán Burgos            | 1969-04-16     | 35             | Atlético Madrid     |
| 2    | Defensa        | Roberto Ayala            | 1973-04-14     | 74             | València CF         |
| 3    | Migcampista    | Juan Pablo Sorín         | 1976-05-05     | 35             | Cruzeiro            |
| 4    | Defensa        | Mauricio Pochettino      | 1972-03-02     | 16             | Paris Saint-Germain |
| 5    | Migcampista    | Matías Almeyda           | 1973-12-21     | 33             | Parma               |
| 6    | Defensa        | Walter Samuel            | 1978-03-23     | 30             | Roma                |
| 7    | Davanter       | Claudio López            | 1974-07-17     | 49             | Lazio               |
| 8    | Migcampista    | Javier Zanetti           | 1973-08-10     | 66             | Internazionale      |
| 9    | Davanter       | Gabriel Batistuta        | 1969-02-01     | 75             | Roma                |
| 10   | Migcampista    | Ariel Ortega             | 1974-03-04     | 81             | River Plate         |
| 11   | Migcampista    | Juan Sebastián Verón (c) | 1975-03-09     | 47             | Manchester United   |
| 12   | Porter         | Pablo Cavallero          | 1974-04-13     | 8              | Celta Vigo          |
| 13   | Defensa        | Diego Placente           | 1977-04-24     | 6              | Bayer Leverkusen    |
| 14   | Migcampista    | Diego Simeone            | 1970-04-28     | 104            | Lazio               |
| 15   | Migcampista    | Claudio Husaín           | 1974-11-20     | 14             | River Plate         |
| 16   | Migcampista    | Pablo Aimar              | 1979-11-03     | 18             | València CF         |
| 17   | Davanter       | Gustavo López            | 1973-04-13     | 31             | Celta Vigo          |
| 18   | Davanter       | Kily González            | 1974-08-04     | 30             | València CF         |
| 19   | Davanter       | Hernán Crespo            | 1975-07-05     | 33             | Lazio               |
| 20   | Migcampista    | Marcelo Gallardo         | 1976-01-18     | 42             | Monaco              |
| 21   | Davanter       | Claudio Caniggia         | 1967-01-09     | 50             | Rangers             |
| 22   | Defensa        | José Chamot              | 1969-05-17     | 42             | AC Milan            |
| 23   | Porter         | Roberto Bonano           | 1970-01-24     | 13             | FC Barcelona        |
| Ent. | Marcelo Bielsa | Marcelo Bielsa           | Marcelo Bielsa | Marcelo Bielsa | Marcelo Bielsa      |

Originàriament la plantilla fou numerada amb Ariel Ortega amb el #23 i Roberto Bonano amb el #24, ja que l'AFA decidí retirar el número 10 de Diego Maradona. La FIFA no ho va permetre.

## Anglaterra
| #    | Posició             | Nom                 | Naixement           | P. Sel.             | Club                |
| ---- | ------------------- | ------------------- | ------------------- | ------------------- | ------------------- |
| 1    | Porter              | David Seaman        | 1963-09-19          | 68                  | Arsenal             |
| 2    | Defensa             | Danny Mills         | 1977-05-18          | 6                   | Leeds United        |
| 3    | Defensa             | Ashley Cole         | 1980-12-20          | 8                   | Arsenal             |
| 4    | Migcampista         | Trevor Sinclair     | 1973-03-02          | 4                   | West Ham United     |
| 5    | Defensa             | Rio Ferdinand       | 1978-11-07          | 21                  | Leeds United        |
| 6    | Defensa             | Sol Campbell        | 1974-09-18          | 45                  | Arsenal             |
| 7    | Migcampista         | David Beckham (c)   | 1975-05-02          | 49                  | Manchester United   |
| 8    | Migcampista         | Paul Scholes        | 1974-11-16          | 43                  | Manchester United   |
| 9    | Davanter            | Robbie Fowler       | 1975-04-09          | 24                  | Leeds United        |
| 10   | Davanter            | Michael Owen        | 1979-12-14          | 35                  | Liverpool           |
| 11   | Davanter            | Emile Heskey        | 1978-01-11          | 23                  | Liverpool           |
| 12   | Defensa             | Wes Brown           | 1979-10-13          | 5                   | Manchester United   |
| 13   | Porter              | Nigel Martyn        | 1966-08-11          | 22                  | Leeds United        |
| 14   | Defensa             | Wayne Bridge        | 1980-08-05          | 4                   | Southampton         |
| 15   | Defensa             | Martin Keown        | 1966-07-24          | 42                  | Arsenal             |
| 16   | Defensa             | Gareth Southgate    | 1970-09-03          | 48                  | Middlesbrough       |
| 17   | Davanter            | Teddy Sheringham    | 1966-04-02          | 46                  | Tottenham Hotspur   |
| 18   | Migcampista         | Owen Hargreaves     | 1981-01-20          | 5                   | Bayern de Múnic     |
| 19   | Migcampista         | Joe Cole            | 1981-11-08          | 5                   | West Ham United     |
| 20   | Davanter            | Darius Vassell      | 1980-06-13          | 4                   | Aston Villa         |
| 21   | Migcampista         | Nicky Butt          | 1975-01-21          | 18                  | Manchester United   |
| 22   | Porter              | David James         | 1970-08-01          | 8                   | West Ham United     |
| 23   | Migcampista         | Kieron Dyer         | 1978-12-29          | 9                   | Newcastle United    |
| Ent. | Sven-Göran Eriksson | Sven-Göran Eriksson | Sven-Göran Eriksson | Sven-Göran Eriksson | Sven-Göran Eriksson |

## Nigèria
| #    | Posició          | Nom                 | Naixement        | P. Sel.          | Club                 |
| ---- | ---------------- | ------------------- | ---------------- | ---------------- | -------------------- |
| 1    | Porter           | Ike Shorunmu        | 1967-10-16       | 34               | Lausanne             |
| 2    | Migcampista      | Joseph Yobo         | 1980-09-06       | 14               | Marseille            |
| 3    | Defensa          | Celestine Babayaro  | 1978-08-29       | 24               | Chelsea              |
| 4    | Davanter         | Nwankwo Kanu        | 1976-08-01       | 33               | Arsenal              |
| 5    | Defensa          | Isaac Okoronkwo     | 1978-05-01       | 12               | Xakhtar Donetsk      |
| 6    | Defensa          | Taribo West         | 1974-03-26       | 38               | Kaiserslautern       |
| 7    | Davanter         | Pius Ikedia         | 1980-07-11       | 9                | Ajax                 |
| 8    | Migcampista      | Mutiu Adepoju       | 1970-12-22       | 49               | Salamanca            |
| 9    | Davanter         | Bartholomew Ogbeche | 1984-10-01       | 4                | Paris Saint-Germain  |
| 10   | Migcampista      | Jay-Jay Okocha (c)  | 1973-08-14       | 56               | Paris Saint-Germain  |
| 11   | Migcampista      | Garba Lawal         | 1974-05-22       | 34               | Roda JC              |
| 12   | Porter           | Austin Ejide        | 1984-04-08       | 3                | Gabros International |
| 13   | Defensa          | Rabiu Afolabi       | 1980-04-18       | 5                | Standard Liège       |
| 14   | Defensa          | Ifeanyi Udeze       | 1980-07-21       | 15               | PAOK FC              |
| 15   | Migcampista      | Justice Christopher | 1981-12-24       | 7                | Royal Antwerp FC     |
| 16   | Defensa          | Efe Sodje           | 1972-10-05       | 7                | Crewe Alexandra      |
| 17   | Davanter         | Julius Aghahowa     | 1982-02-12       | 17               | Xakhtar Donetsk      |
| 18   | Davanter         | Benedict Akwuegbu   | 1974-11-03       | 16               | Shenyang Haishi      |
| 19   | Defensa          | Eric Ejiofor        | 1979-07-21       | 12               | Maccabi Haifa        |
| 20   | Migcampista      | James Obiorah       | 1978-08-24       | 2                | Lokomotiv Moscou     |
| 21   | Davanter         | John Utaka          | 1982-01-08       | 4                | Al Sadd              |
| 22   | Porter           | Vincent Enyeama     | 1982-08-29       | 2                | Enyimba              |
| 23   | Davanter         | Femi Opabunmi       | 1985-03-03       | 2                | SC Ibadan            |
| Ent. | Festus Onigbinde | Festus Onigbinde    | Festus Onigbinde | Festus Onigbinde | Festus Onigbinde     |

## Suècia
| #    | Posició                          | Nom                              | Naixement                        | P. Sel.                          | Club                             |
| ---- | -------------------------------- | -------------------------------- | -------------------------------- | -------------------------------- | -------------------------------- |
| 1    | Porter                           | Magnus Hedman                    | 1973-03-19                       | 44                               | Coventry City                    |
| 2    | Defensa                          | Olof Mellberg                    | 1977-09-03                       | 21                               | Aston Villa                      |
| 3    | Defensa                          | Patrik Andersson (c)             | 1971-08-18                       | 95                               | FC Barcelona                     |
| 4    | Defensa                          | Johan Mjällby                    | 1971-02-09                       | 35                               | Celtic                           |
| 5    | Defensa                          | Michael Svensson                 | 1975-11-25                       | 11                               | Troyes                           |
| 6    | Migcampista                      | Tobias Linderoth                 | 1979-04-21                       | 19                               | Everton                          |
| 7    | Migcampista                      | Niclas Alexandersson             | 1971-12-29                       | 58                               | Everton                          |
| 8    | Migcampista                      | Anders Svensson                  | 1976-07-17                       | 24                               | Southampton                      |
| 9    | Migcampista                      | Fredrik Ljungberg                | 1977-04-16                       | 31                               | Arsenal                          |
| 10   | Davanter                         | Marcus Allbäck                   | 1973-07-05                       | 18                               | Heerenveen                       |
| 11   | Davanter                         | Henrik Larsson                   | 1971-09-20                       | 67                               | Celtic                           |
| 12   | Porter                           | Magnus Kihlstedt                 | 1972-02-29                       | 12                               | FC Copenhagen                    |
| 13   | Defensa                          | Tomas Antonelius                 | 1973-05-07                       | 6                                | FC Copenhagen                    |
| 14   | Defensa                          | Erik Edman                       | 1978-11-11                       | 5                                | Heerenveen                       |
| 15   | Defensa                          | Andreas Jakobsson                | 1972-10-06                       | 12                               | Hansa Rostock                    |
| 16   | Defensa                          | Teddy Lučić                      | 1973-04-15                       | 41                               | AIK                              |
| 17   | Migcampista                      | Magnus Svensson                  | 1969-03-10                       | 24                               | Brøndby                          |
| 18   | Migcampista                      | Mattias Jonson                   | 1974-01-16                       | 23                               | Brøndby                          |
| 19   | Migcampista                      | Pontus Farnerud                  | 1980-06-04                       | 2                                | AS Monaco                        |
| 20   | Migcampista                      | Daniel Andersson                 | 1977-08-27                       | 38                               | Venezia                          |
| 21   | Davanter                         | Zlatan Ibrahimović               | 1981-10-03                       | 9                                | Ajax                             |
| 22   | Davanter                         | Andreas Andersson                | 1974-04-10                       | 32                               | AIK                              |
| 23   | Porter                           | Andreas Isaksson                 | 1981-10-03                       | 1                                | Djurgårdens IF                   |
| Ent. | Lars Lagerbäck i Tommy Söderberg | Lars Lagerbäck i Tommy Söderberg | Lars Lagerbäck i Tommy Söderberg | Lars Lagerbäck i Tommy Söderberg | Lars Lagerbäck i Tommy Söderberg |

## Croàcia
| #    | Posició     | Nom               | Naixement   | P. Sel.     | Club             |
| ---- | ----------- | ----------------- | ----------- | ----------- | ---------------- |
| 1    | Porter      | Stipe Pletikosa   | 1979-01-08  | 17          | Hajduk Split     |
| 2    | Defensa     | Anthony Šerić     | 1979-01-15  | 8           | Hellas Verona    |
| 3    | Defensa     | Josip Šimunić     | 1978-02-18  | 6           | Hertha Berlin    |
| 4    | Migcampista | Stjepan Tomas     | 1976-03-06  | 17          | Vicenza          |
| 5    | Migcampista | Milan Rapaić      | 1973-08-16  | 23          | Fenerbahçe       |
| 6    | Defensa     | Boris Živković    | 1975-11-15  | 15          | Bayer Leverkusen |
| 7    | Migcampista | Davor Vugrinec    | 1975-03-24  | 21          | Lecce            |
| 8    | Migcampista | Robert Prosinečki | 1969-01-12  | 48          | Portsmouth       |
| 9    | Davanter    | Davor Šuker       | 1968-01-01  | 68          | 1860 Múnic       |
| 10   | Migcampista | Niko Kovač        | 1971-10-15  | 20          | Bayern de Múnic  |
| 11   | Davanter    | Alen Bokšić       | 1970-01-21  | 36          | Middlesbrough    |
| 12   | Porter      | Tomislav Butina   | 1974-03-30  | 7           | Dinamo Zagreb    |
| 13   | Migcampista | Mario Stanić      | 1972-04-10  | 43          | Chelsea          |
| 14   | Migcampista | Zvonimir Soldo    | 1967-11-02  | 59          | VfB Stuttgart    |
| 15   | Defensa     | Daniel Šarić      | 1972-08-04  | 25          | Panathinaikos    |
| 16   | Migcampista | Jurica Vranješ    | 1980-01-31  | 7           | Bayer Leverkusen |
| 17   | Defensa     | Robert Jarni (c)  | 1968-10-26  | 78          | Panathinaikos    |
| 18   | Davanter    | Ivica Olić        | 1979-09-14  | 4           | NK Zagreb        |
| 19   | Davanter    | Goran Vlaović     | 1972-08-07  | 50          | Panathinaikos    |
| 20   | Defensa     | Dario Šimić       | 1975-11-12  | 48          | Internazionale   |
| 21   | Defensa     | Robert Kovač      | 1974-04-06  | 19          | Bayern de Múnic  |
| 22   | Davanter    | Boško Balaban     | 1978-10-15  | 13          | Aston Villa      |
| 23   | Porter      | Vladimir Vasilj   | 1975-07-06  | 2           | NK Zagreb        |
| Ent. | Mirko Jozić | Mirko Jozić       | Mirko Jozić | Mirko Jozić | Mirko Jozić      |

Nota: les internacionalitats per Iugoslàvia no es conten.

## Equador
| #    | Posició            | Nom                 | Naixement          | P. Sel.            | Club               |
| ---- | ------------------ | ------------------- | ------------------ | ------------------ | ------------------ |
| 1    | Porter             | José Cevallos       | 1971-04-17         | 62                 | Barcelona SC       |
| 2    | Defensa            | Augusto Porozo      | 1974-04-13         | 26                 | Emelec             |
| 3    | Defensa            | Iván Hurtado        | 1974-08-16         | 90                 | Barcelona SC       |
| 4    | Defensa            | Ulises de la Cruz   | 1974-02-08         | 52                 | Hibernian          |
| 5    | Migcampista        | Alfonso Obregón     | 1972-05-12         | 40                 | LDU Quito          |
| 6    | Defensa            | Raúl Guerrón        | 1976-10-12         | 23                 | Deportivo Quito    |
| 7    | Migcampista        | Nicolás Asencio     | 1975-04-26         | 4                  | Barcelona SC       |
| 8    | Defensa            | Luis Gómez          | 1972-04-20         | 8                  | Barcelona SC       |
| 9    | Davanter           | Iván Kaviedes       | 1977-10-24         | 26                 | Barcelona SC       |
| 10   | Migcampista        | Álex Aguinaga (c)   | 1968-07-09         | 92                 | Necaxa             |
| 11   | Davanter           | Agustín Delgado     | 1974-12-23         | 46                 | Southampton        |
| 12   | Porter             | Oswaldo Ibarra      | 1969-09-08         | 21                 | El Nacional        |
| 13   | Davanter           | Ángel Fernández     | 1971-08-02         | 68                 | El Nacional        |
| 14   | Migcampista        | Juan Carlos Burbano | 1969-02-15         | 18                 | El Nacional        |
| 15   | Defensa            | Marlon Ayoví        | 1971-09-27         | 26                 | Deportivo Quito    |
| 16   | Migcampista        | Cléber Chalá        | 1971-06-29         | 64                 | El Nacional        |
| 17   | Defensa            | Giovanny Espinoza   | 1977-04-12         | 19                 | Aucas              |
| 18   | Migcampista        | Carlos Tenorio      | 1979-05-14         | 9                  | Deportivo Quito    |
| 19   | Migcampista        | Edison Méndez       | 1979-03-16         | 24                 | Deportivo Quito    |
| 20   | Migcampista        | Edwin Tenorio       | 1976-06-16         | 33                 | Barcelona SC       |
| 21   | Migcampista        | Wellington Sánchez  | 1974-06-19         | 35                 | Emelec             |
| 22   | Porter             | Daniel Viteri       | 1981-12-12         | 0                  | Emelec             |
| 23   | Defensa            | Walter Ayoví        | 1979-08-11         | 2                  | Emelec             |
| Ent. | Hernán Darío Gómez | Hernán Darío Gómez  | Hernán Darío Gómez | Hernán Darío Gómez | Hernán Darío Gómez |

## Itàlia
| #    | Posició             | Nom                  | Naixement           | P. Sel.             | Club                |
| ---- | ------------------- | -------------------- | ------------------- | ------------------- | ------------------- |
| 1    | Porter              | Gianluigi Buffon     | 1978-01-28          | 26                  | Juventus FC         |
| 2    | Defensa             | Christian Panucci    | 1973-04-12          | 24                  | AS Roma             |
| 3    | Defensa             | Paolo Maldini (c)    | 1968-06-26          | 122                 | AC Milan            |
| 4    | Migcampista         | Francesco Coco       | 1977-01-08          | 13                  | FC Barcelona        |
| 5    | Defensa             | Fabio Cannavaro      | 1973-09-13          | 58                  | Parma               |
| 6    | Migcampista         | Cristiano Zanetti    | 1977-04-10          | 4                   | Internazionale      |
| 7    | Davanter            | Alessandro Del Piero | 1974-11-09          | 49                  | Juventus FC         |
| 8    | Migcampista         | Gennaro Gattuso      | 1978-01-09          | 13                  | AC Milan            |
| 9    | Davanter            | Filippo Inzaghi      | 1973-08-09          | 38                  | AC Milan            |
| 10   | Davanter            | Francesco Totti      | 1976-09-27          | 29                  | AS Roma             |
| 11   | Migcampista         | Cristiano Doni       | 1973-04-01          | 3                   | Atalanta            |
| 12   | Porter              | Christian Abbiati    | 1977-07-08          | 0                   | AC Milan            |
| 13   | Defensa             | Alessandro Nesta     | 1976-03-19          | 43                  | Lazio               |
| 14   | Migcampista         | Luigi Di Biagio      | 1971-06-03          | 28                  | Internazionale      |
| 15   | Defensa             | Mark Iuliano         | 1973-08-12          | 16                  | Juventus FC         |
| 16   | Migcampista         | Angelo Di Livio      | 1966-07-26          | 38                  | Fiorentina          |
| 17   | Migcampista         | Damiano Tommasi      | 1974-05-17          | 14                  | AS Roma             |
| 18   | Davanter            | Marco Delvecchio     | 1973-04-07          | 16                  | AS Roma             |
| 19   | Migcampista         | Gianluca Zambrotta   | 1977-02-19          | 23                  | Juventus FC         |
| 20   | Davanter            | Vincenzo Montella    | 1974-06-18          | 14                  | AS Roma             |
| 21   | Davanter            | Christian Vieri      | 1973-07-12          | 24                  | Internazionale      |
| 22   | Porter              | Francesco Toldo      | 1971-12-02          | 22                  | Internazionale      |
| 23   | Defensa             | Marco Materazzi      | 1973-08-19          | 7                   | Internazionale      |
| Ent. | Giovanni Trapattoni | Giovanni Trapattoni  | Giovanni Trapattoni | Giovanni Trapattoni | Giovanni Trapattoni |

## Mèxic
| #    | Posició                 | Nom                     | Naixement               | P. Sel.                 | Club                    |
| ---- | ----------------------- | ----------------------- | ----------------------- | ----------------------- | ----------------------- |
| 1    | Porter                  | Óscar Pérez             | 1973-02-01              | 37                      | Cruz Azul               |
| 2    | Defensa                 | Francisco Gabriel       | 1971-06-05              | 15                      | Pachuca                 |
| 3    | Migcampista             | Rafael García           | 1974-08-14              | 21                      | Toluca                  |
| 4    | Migcampista             | Rafael Márquez (c)      | 1979-02-13              | 36                      | Monaco                  |
| 5    | Defensa                 | Manuel Vidrio           | 1972-08-23              | 27                      | Pachuca                 |
| 6    | Migcampista             | Gerardo Torrado         | 1979-04-30              | 28                      | Sevilla                 |
| 7    | Migcampista             | Ramón Morales           | 1975-10-10              | 17                      | Guadalajara             |
| 8    | Migcampista             | Alberto García Aspe     | 1967-05-11              | 108                     | Puebla                  |
| 9    | Davanter                | Jared Borgetti          | 1973-08-14              | 29                      | Santos                  |
| 10   | Davanter                | Cuauhtémoc Blanco       | 1973-01-17              | 75                      | Real Valladolid         |
| 11   | Migcampista             | Braulio Luna            | 1974-09-08              | 15                      | Necaxa                  |
| 12   | Porter                  | Oswaldo Sánchez         | 1973-09-21              | 22                      | Guadalajara             |
| 13   | Migcampista             | Sigifredo Mercado       | 1968-12-21              | 18                      | Atlas                   |
| 14   | Migcampista             | Germán Villa            | 1973-04-02              | 46                      | América                 |
| 15   | Davanter                | Luis Hernández          | 1968-12-22              | 85                      | América                 |
| 16   | Defensa                 | Salvador Carmona        | 1975-08-22              | 56                      | Toluca                  |
| 17   | Davanter                | Francisco Palencia      | 1973-04-28              | 67                      | RCD Espanyol            |
| 18   | Migcampista             | Johan Rodríguez         | 1975-08-15              | 14                      | Santos                  |
| 19   | Migcampista             | Gabriel Caballero       | 1971-02-05              | 5                       | Pachuca                 |
| 20   | Defensa                 | Melvin Brown            | 1979-01-28              | 8                       | Cruz Azul               |
| 21   | Davanter                | Jesús Arellano          | 1973-05-08              | 49                      | Monterrey               |
| 22   | Defensa                 | Alberto Rodríguez       | 1974-04-01              | 13                      | Pachuca                 |
| 23   | Porter                  | Jorge Campos            | 1966-10-15              | 123                     | U.N.A.M.                |
| Ent. | Javier Aguirre Onaindía | Javier Aguirre Onaindía | Javier Aguirre Onaindía | Javier Aguirre Onaindía | Javier Aguirre Onaindía |

## Bèlgica
| #    | Posició        | Nom                    | Naixement      | P. Sel.        | Club           |
| ---- | -------------- | ---------------------- | -------------- | -------------- | -------------- |
| 1    | Porter         | Geert De Vlieger       | 1971-10-16     | 25             | Willem II      |
| 2    | Defensa        | Eric Deflandre         | 1973-08-02     | 41             | Lyon           |
| 3    | Defensa        | Glen De Boeck          | 1971-08-22     | 33             | Anderlecht     |
| 4    | Defensa        | Eric Van Meir          | 1968-02-28     | 32             | Standard Liège |
| 5    | Defensa        | Nico Van Kerckhoven    | 1970-12-14     | 40             | Schalke 04     |
| 6    | Migcampista    | Timmy Simons           | 1976-12-11     | 12             | Club Brugge    |
| 7    | Davanter       | Marc Wilmots (c)       | 1969-02-22     | 66             | Schalke 04     |
| 8    | Migcampista    | Bart Goor              | 1973-04-09     | 38             | Hertha Berlin  |
| 9    | Davanter       | Wesley Sonck           | 1978-08-09     | 12             | Racing Genk    |
| 10   | Migcampista    | Johan Walem            | 1972-02-01     | 33             | Standard Liège |
| 11   | Migcampista    | Gert Verheyen          | 1970-09-20     | 46             | Club Brugge    |
| 12   | Defensa        | Peter Van Der Heyden   | 1976-07-16     | 4              | Club Brugge    |
| 13   | Porter         | Franky Vandendriessche | 1971-04-07     | 0              | Mouscron       |
| 14   | Migcampista    | Sven Vermant           | 1973-04-04     | 12             | Schalke 04     |
| 15   | Defensa        | Jacky Peeters          | 1969-12-13     | 13             | K.A.A. Gent    |
| 16   | Defensa        | Daniel Van Buyten      | 1978-02-07     | 7              | Marseille      |
| 17   | Migcampista    | Gaëtan Englebert       | 1976-06-11     | 4              | Club Brugge    |
| 18   | Migcampista    | Yves Vanderhaeghe      | 1970-01-30     | 30             | Anderlecht     |
| 19   | Migcampista    | Bernd Thijs            | 1978-06-28     | 2              | Racing Genk    |
| 20   | Davanter       | Branko Strupar         | 1970-02-09     | 14             | Derby County   |
| 21   | Migcampista    | Danny Boffin           | 1965-07-10     | 52             | St. Truiden    |
| 22   | Davanter       | Mbo Mpenza             | 1976-12-04     | 26             | Mouscron       |
| 23   | Porter         | Frédéric Herpoel       | 1974-08-16     | 7              | Gent           |
| Ent. | Robert Waseige | Robert Waseige         | Robert Waseige | Robert Waseige | Robert Waseige |

## Japó
| #    | Posició            | Nom                   | Naixement          | P. Sel.            | Club                 |
| ---- | ------------------ | --------------------- | ------------------ | ------------------ | -------------------- |
| 1    | Porter             | Yoshikatsu Kawaguchi  | 1975-08-15         | 43                 | Portsmouth           |
| 2    | Defensa            | Yutaka Akita          | 1970-08-06         | 38                 | Kashima Antlers      |
| 3    | Defensa            | Naoki Matsuda         | 1977-03-14         | 24                 | Yokohama F. Marinos  |
| 4    | Defensa            | Ryuzo Morioka (c)     | 1975-10-07         | 32                 | Shimizu S-Pulse      |
| 5    | Migcampista        | Junichi Inamoto       | 1979-09-18         | 22                 | Arsenal              |
| 6    | Defensa            | Toshihiro Hattori     | 1973-09-23         | 35                 | Jubilo Iwata         |
| 7    | Migcampista        | Hidetoshi Nakata      | 1977-01-22         | 39                 | Parma                |
| 8    | Migcampista        | Hiroaki Morishima     | 1972-04-30         | 57                 | Cerezo Osaka         |
| 9    | Davanter           | Akinori Nishizawa     | 1976-06-18         | 24                 | Cerezo Osaka         |
| 10   | Davanter           | Masashi Nakayama      | 1967-09-23         | 47                 | Jubilo Iwata         |
| 11   | Davanter           | Takayuki Suzuki       | 1976-06-05         | 10                 | Kashima Antlers      |
| 12   | Porter             | Seigo Narazaki        | 1976-04-15         | 15                 | Nagoya Grampus Eight |
| 13   | Davanter           | Atsushi Yanagisawa    | 1977-05-27         | 22                 | Kashima Antlers      |
| 14   | Migcampista        | Alessandro dos Santos | 1977-07-20         | 0                  | Shimizu S-Pulse      |
| 15   | Migcampista        | Takashi Fukunishi     | 1976-09-01         | 5                  | Jubilo Iwata         |
| 16   | Defensa            | Kōji Nakata           | 1979-07-09         | 20                 | Kashima Antlers      |
| 17   | Defensa            | Tsuneyasu Miyamoto    | 1977-02-07         | 5                  | Gamba Osaka          |
| 18   | Migcampista        | Shinji Ono            | 1979-09-27         | 21                 | Feyenoord            |
| 19   | Migcampista        | Mitsuo Ogasawara      | 1979-04-05         | 0                  | Kashima Antlers      |
| 20   | Migcampista        | Tomokazu Myojin       | 1978-01-24         | 16                 | Kashiwa Reysol       |
| 21   | Migcampista        | Kazuyuki Toda         | 1977-12-30         | 10                 | Shimizu S-Pulse      |
| 22   | Migcampista        | Daisuke Ichikawa      | 1980-05-14         | 1                  | Shimizu S-Pulse      |
| 23   | Porter             | Hitoshi Sogahata      | 1979-08-02         | 1                  | Kashima Antlers      |
| Ent. | Philippe Troussier | Philippe Troussier    | Philippe Troussier | Philippe Troussier | Philippe Troussier   |

## Rússia
| #    | Posició        | Nom                   | Naixement      | P. Sel.        | Club                   |
| ---- | -------------- | --------------------- | -------------- | -------------- | ---------------------- |
| 1    | Porter         | Ruslan Nigmatullin    | 1974-10-07     | 20             | Hellas Verona          |
| 2    | Defensa        | Yuri Kovtun           | 1970-01-05     | 44             | Spartak Moscou         |
| 3    | Defensa        | Yuri Nikiforov        | 1970-09-16     | 56             | PSV Eindhoven          |
| 4    | Migcampista    | Aleksei Smertin       | 1975-05-01     | 26             | Girondins Bordeaux     |
| 5    | Defensa        | Andrei Solomatin      | 1975-09-09     | 5              | CSKA Moscou            |
| 6    | Migcampista    | Ígor Semxov           | 1978-04-06     | 2              | Torpedo Moscou         |
| 7    | Defensa        | Víktor Onopko (c)     | 1969-10-14     | 97             | Real Oviedo            |
| 8    | Migcampista    | Valery Karpin         | 1969-02-02     | 69             | Celta Vigo             |
| 9    | Migcampista    | Yegor Titov           | 1976-05-29     | 33             | Spartak Moscou         |
| 10   | Migcampista    | Aleksandr Mostovoi    | 1968-08-22     | 59             | Celta Vigo             |
| 11   | Davanter       | Vladímir Bestxàstnikh | 1974-04-01     | 64             | Spartak Moscou         |
| 12   | Porter         | Stanislav Txertxéssov | 1963-09-02     | 49             | FC Tirol Innsbruck     |
| 13   | Defensa        | Vyacheslav Dayev      | 1972-09-06     | 7              | CSKA Moscou            |
| 14   | Defensa        | Igor Chugainov        | 1970-04-06     | 30             | Uralan Elista          |
| 15   | Migcampista    | Dmitri Alénitxev      | 1972-10-20     | 43             | Porto                  |
| 16   | Davanter       | Aleksandr Kerjakov    | 1982-11-27     | 3              | Zenit Saint Petersburg |
| 17   | Migcampista    | Serguei Semak         | 1976-02-27     | 30             | CSKA Moscou            |
| 18   | Defensa        | Dmitri Sénnikov       | 1976-06-24     | 4              | Lokomotiv Moscou       |
| 19   | Davanter       | Ruslan Pimenov        | 1981-11-25     | 1              | Lokomotiv Moscou       |
| 20   | Migcampista    | Marat Izmàilov        | 1982-09-21     | 8              | Lokomotiv Moscou       |
| 21   | Migcampista    | Dmitri Khokhlov       | 1975-12-22     | 38             | Reial Societat         |
| 22   | Davanter       | Dmitri Sitxov         | 1983-10-26     | 3              | Spartak Moscou         |
| 23   | Porter         | Aleksandr Filimonov   | 1973-10-15     | 16             | Uralan Elista          |
| Ent. | Oleg Romantsev | Oleg Romantsev        | Oleg Romantsev | Oleg Romantsev | Oleg Romantsev         |

Nota: les internacionalitats inclouen les de l'URSS, CEI i Russia.

## Tunísia
| #    | Posició       | Nom              | Naixement     | P. Sel.       | Club          |
| ---- | ------------- | ---------------- | ------------- | ------------- | ------------- |
| 1    | Porter        | Ali Boumnijel    | 1966-04-13    | 14            | Bastia        |
| 2    | Defensa       | Khaled Badra (c) | 1973-04-08    | 72            | Espérance     |
| 3    | Migcampista   | Zoubeir Baya     | 1971-05-15    | 77            | Beşiktaş      |
| 4    | Defensa       | Mohamed Mkacher  | 1975-05-25    | 15            | ES Sahel      |
| 5    | Davanter      | Ziad Jaziri      | 1978-07-12    | 26            | ES Sahel      |
| 6    | Defensa       | Hatem Trabelsi   | 1977-01-25    | 27            | Ajax          |
| 7    | Migcampista   | Imed Mhedhebi    | 1976-03-22    | 30            | Genoa         |
| 8    | Migcampista   | Hassen Gabsi     | 1974-02-23    | 48            | Genoa         |
| 9    | Davanter      | Riadh Jelassi    | 1971-07-07    | 20            | Club Africain |
| 10   | Migcampista   | Kaies Ghodhbane  | 1976-01-07    | 62            | ES Sahel      |
| 11   | Davanter      | Adel Sellimi     | 1972-11-16    | 64            | Freiburg      |
| 12   | Defensa       | Raouf Bouzaiene  | 1970-08-16    | 39            | Genoa         |
| 13   | Migcampista   | Riadh Bouazizi   | 1973-04-08    | 47            | Bursaspor     |
| 14   | Defensa       | Hamdi Marzouki   | 1977-01-23    | 7             | Club Africain |
| 15   | Defensa       | Radhi Jaïdi      | 1975-08-30    | 40            | Espérance     |
| 16   | Porter        | Hassen Bejaoui   | 1976-02-14    | 2             | CA Bizertin   |
| 17   | Defensa       | Tarek Thabet     | 1971-08-16    | 70            | Espérance     |
| 18   | Migcampista   | Selim Ben Achour | 1981-09-08    | 3             | Martigues     |
| 19   | Defensa       | Emir Mkademi     | 1978-08-20    | 9             | ES Sahel      |
| 20   | Davanter      | Ali Zitouni      | 1981-01-11    | 23            | Espérance     |
| 21   | Migcampista   | Mourad Melki     | 1975-05-09    | 11            | Espérance     |
| 22   | Porter        | Ahmed Jaouachi   | 1975-07-13    | 0             | US Monastir   |
| 23   | Defensa       | José Clayton     | 1974-03-21    | 12            | Espérance     |
| Ent. | Ammar Souayah | Ammar Souayah    | Ammar Souayah | Ammar Souayah | Ammar Souayah |